# لینان‌مکی
لینّان‌مَکی (سوئدی: Borgbacken، در فنلاندی به معنای قلعه‌تپه) یک پارک تفریحی و شهر بازی در هلسینکی فنلاند است. این پارک از آوریل تا اکتبر باز است، اما ساختمان تئاتر و هنرهای نمایشی و همچنین ساختمان آکواریوم آن در طول سال پذیرای گردشگران هستند. سالانه بیش از ۱ میلیون نفر از این پارک استفاده می‌کنند.

## پیشینه
این پارک در شمال هلسینکی بر روی تپه‌ای با چشم‌انداز زیبا از شهر واقع شده‌است. لینان‌مکی در ۲۷ مه ۱۹۵۰ افتتاح شد و متعلق به مؤسسه غیرانتفاعی (بنیاد روز کودک) است که پارک را به منظور جمع‌آوری کمک‌های مالی برای کارهای رفاهی کودکان فنلاند اداره می‌کند. در سال ۲۰۱۹، این بنیاد در مجموع ۴٫۵ میلیون یورو کمک مالی به امور رفاهی کودکان فنلاندی اختصاص داد.

## امکانات
لینان‌مکی محبوب‌ترین پارک تفریحی فنلاند است. در این شهر بازی، ترن‌های هوایی در انواع و اندازه‌های مختلف وجود دارد. همچنین دارای جاذبه‌های دیگری مانند انواع محوطه‌های بازی، رودخانه برای قایقرانی، کیوسک‌ها و رستوران‌ها است. در لینان‌مکی یک مکان بسیار بزرگ در فضای باز تخصیص یافته که هنرمندان به عنوان صحنه نمایش در تابستان‌ها از آن استفاده می‌کنند. این پارک دارای یک تئاتر تاریخی است که در سال ۱۹۵۷ ساخته شده‌است. آکواریوم دریایی که در سال ۲۰۰۲ افتتاح شده‌است نیز مکانی پراستقبال است.

## نماد پارک
قابل توجه‌ترین ترن تفریحی پارک، ووئوریستوراتا نام دارد است که در سال ۱۹۵۱ افتتاح شد. این شناخته شده‌ترین نماد پارک است و در واقع از یک ترن هوایی با ساختار و کف چوبی تشکیل شده‌است.
لینان‌مکی در حال حاضر دارای۴۵ ترن هوایی و چرخ و فلک است. قایق‌سواری برای خانواده‌ها و سنین مختلف در بخش غربی فعال است. ورود به پارک رایگان است و بیشتر ترن‌های هوایی با خرید بلیط امکان استفاده دارند.

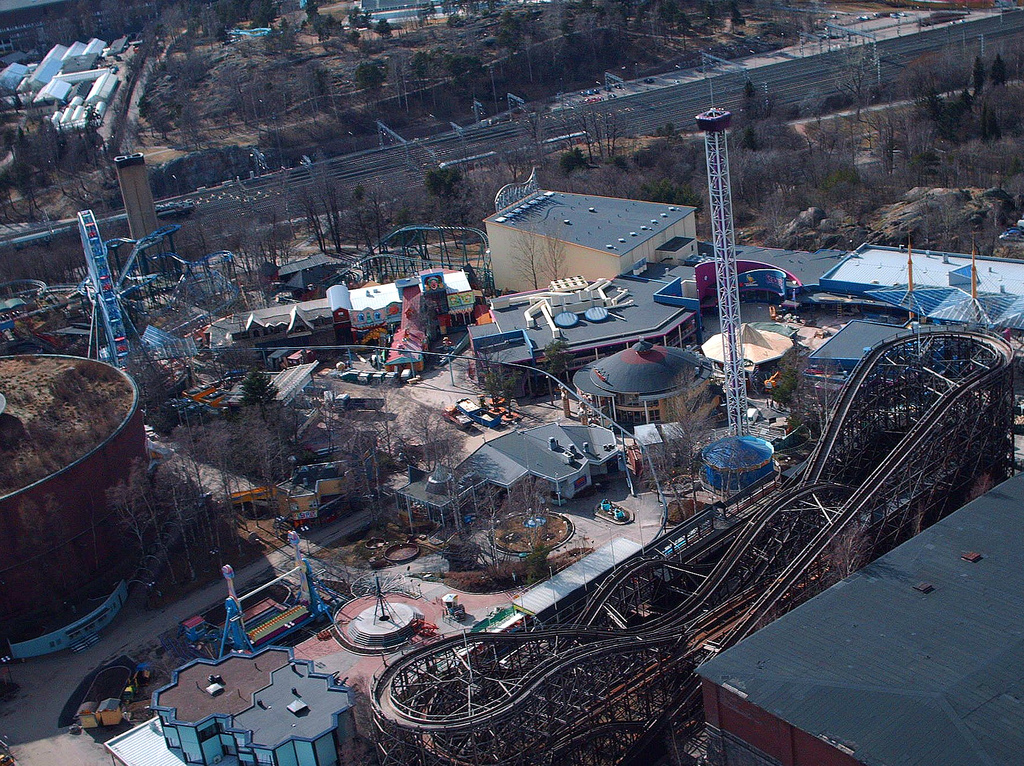
یک عکس هوایی از لینان‌مکی ۲۰۰۸

## نگارخانه

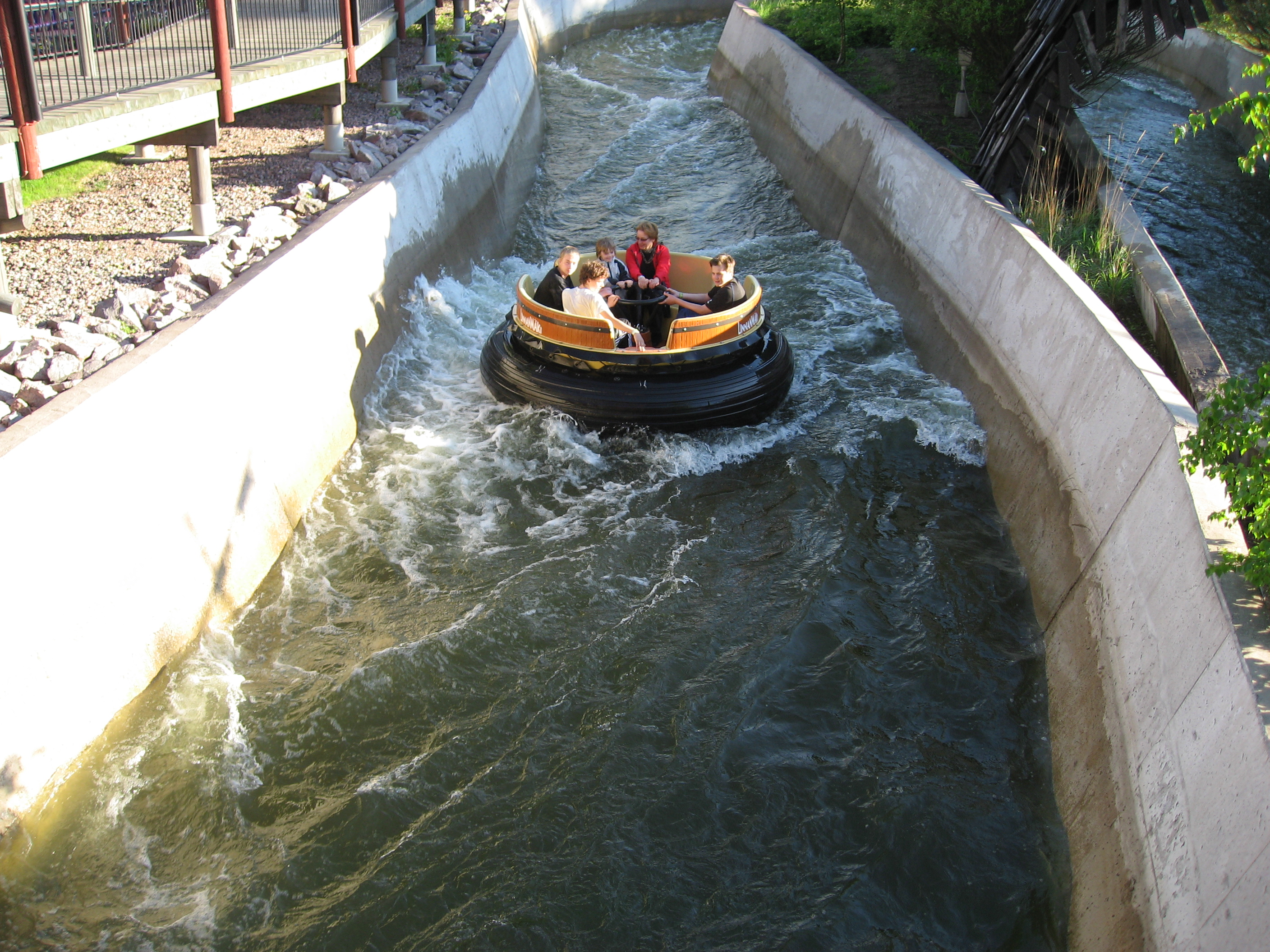
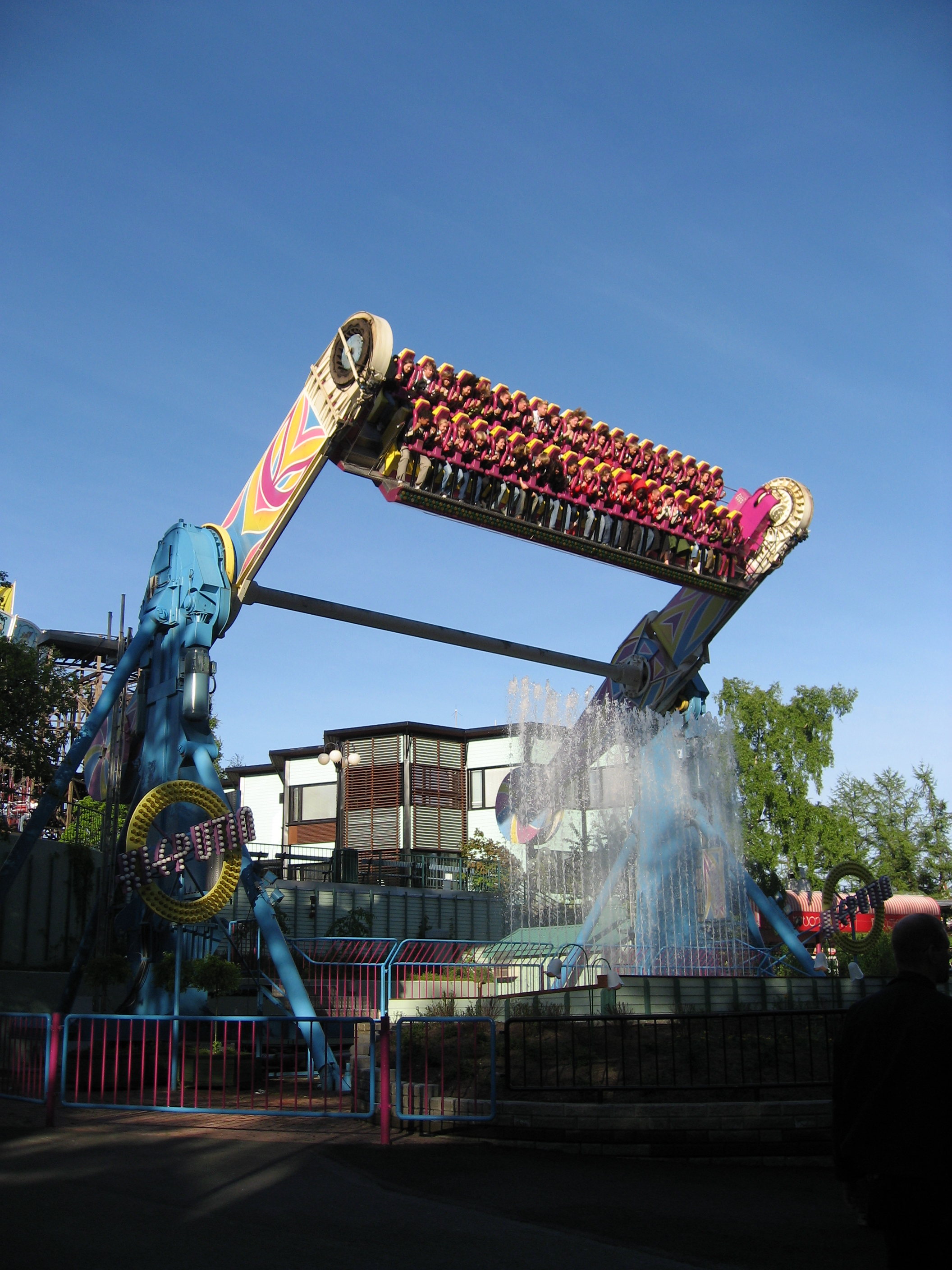
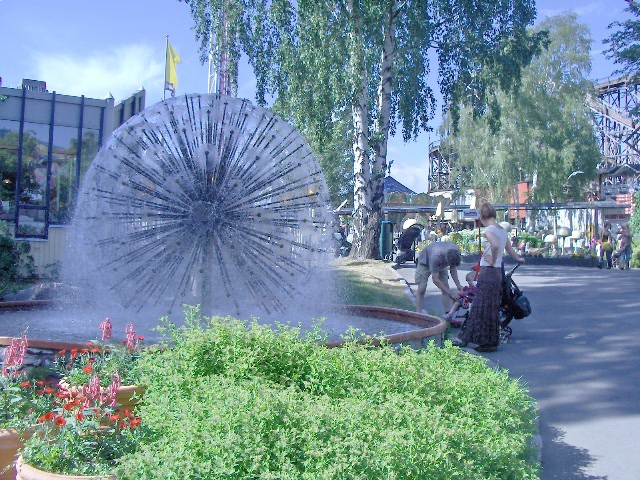
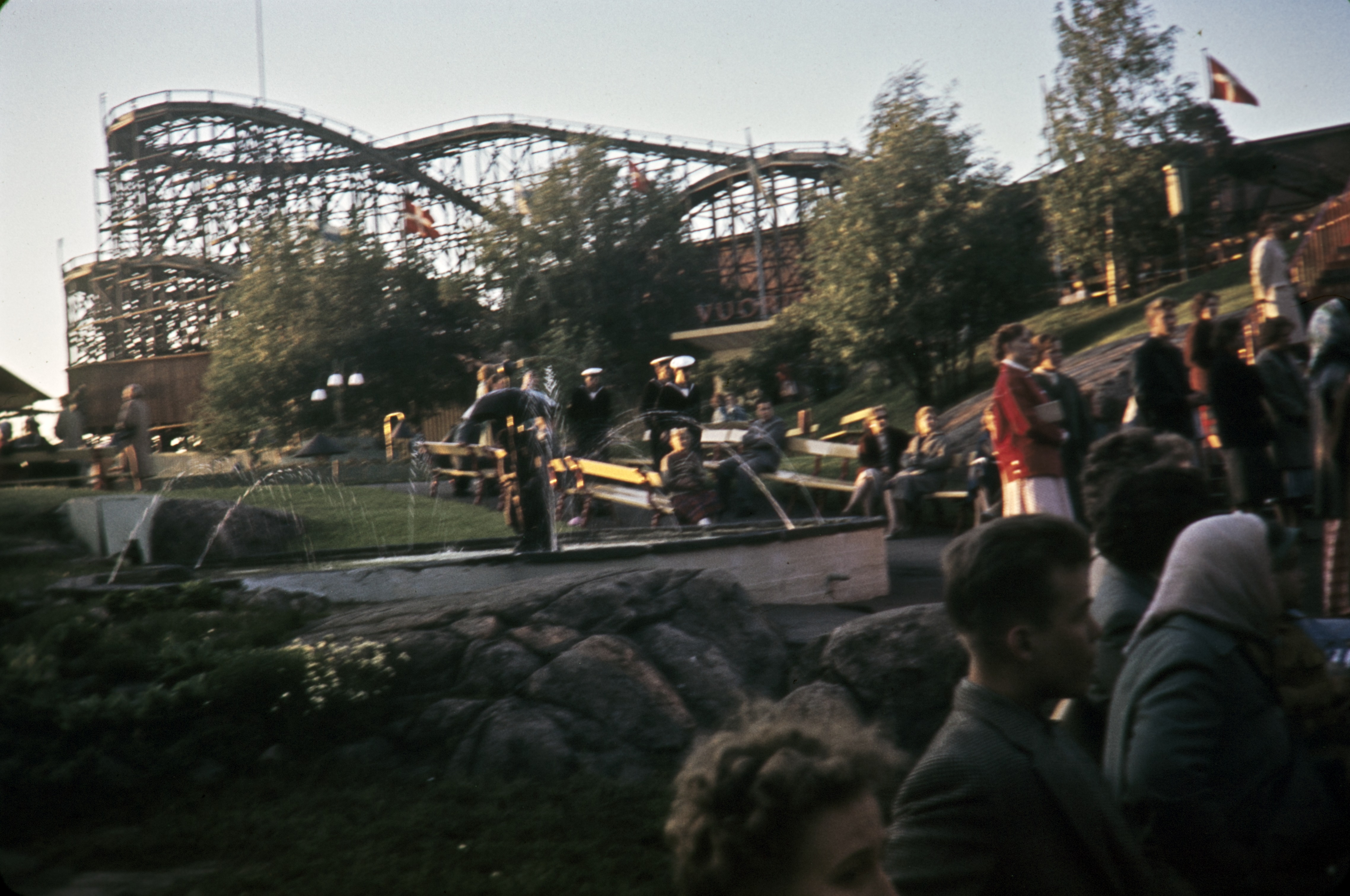
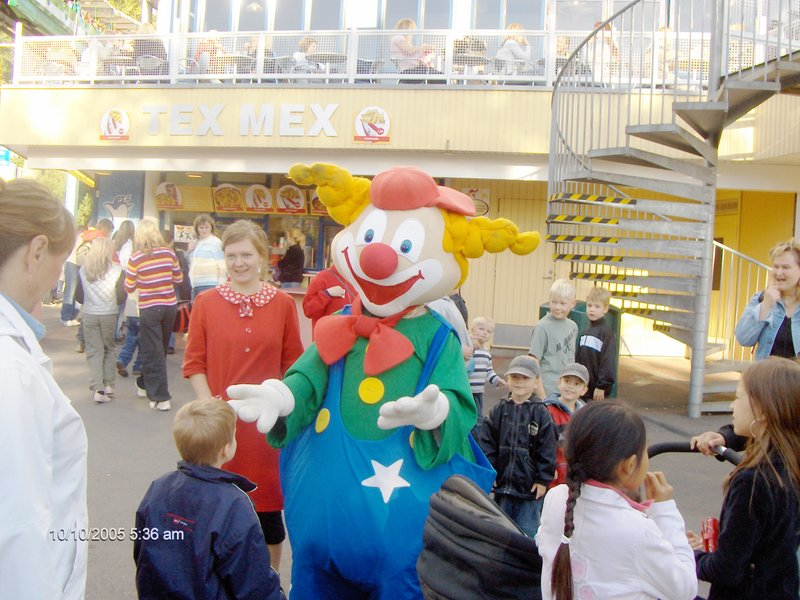
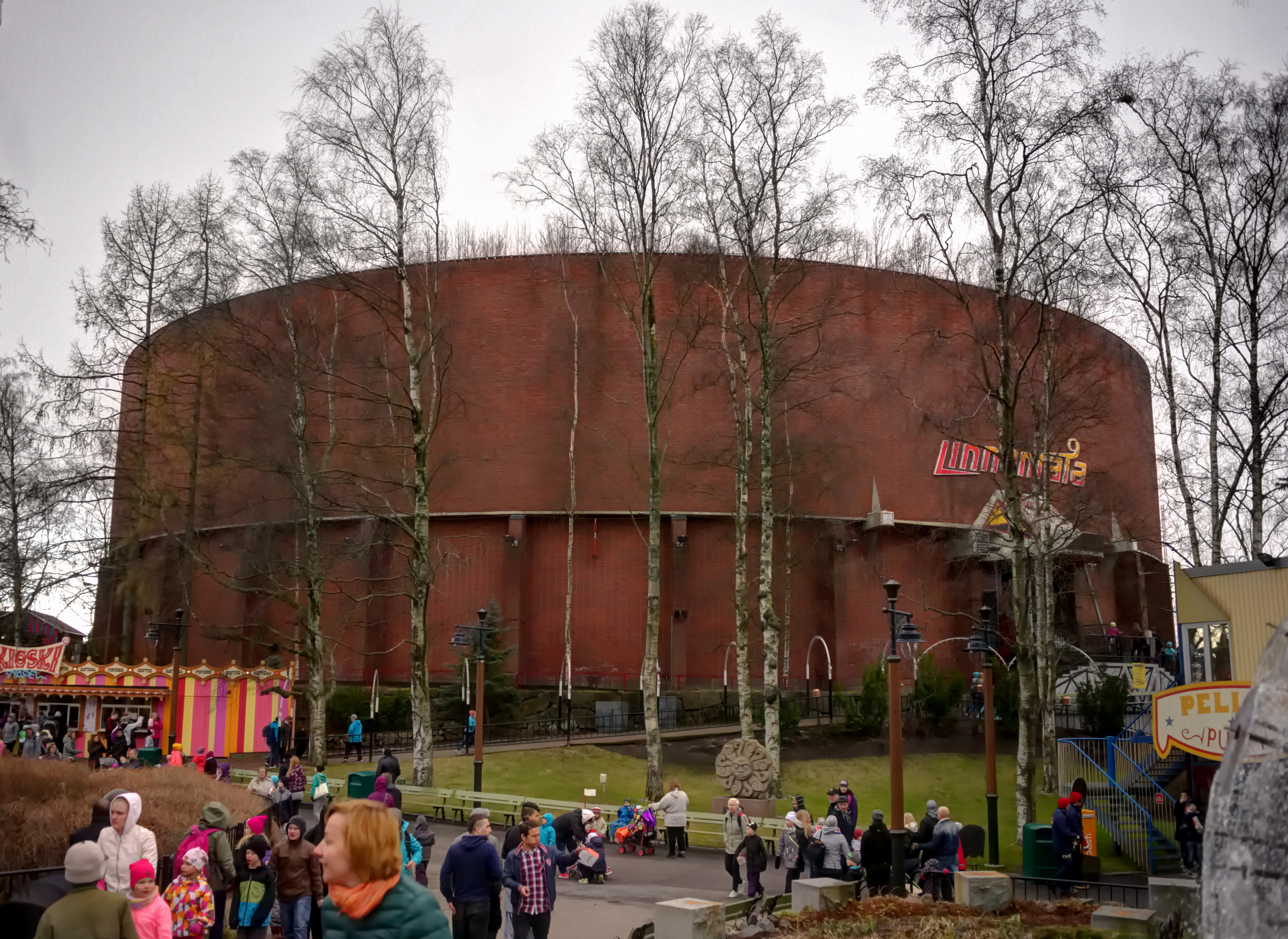
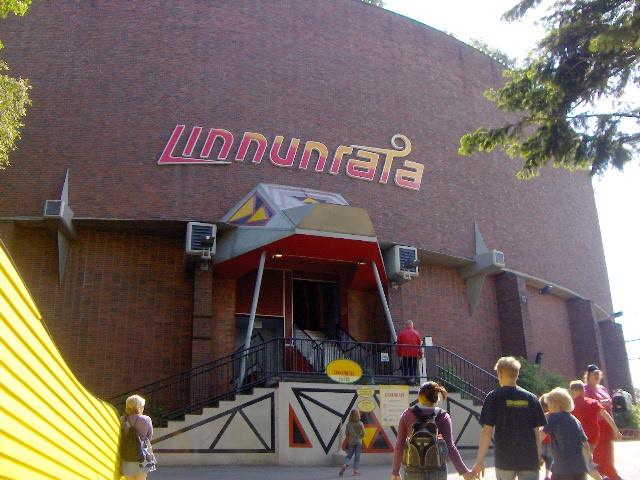
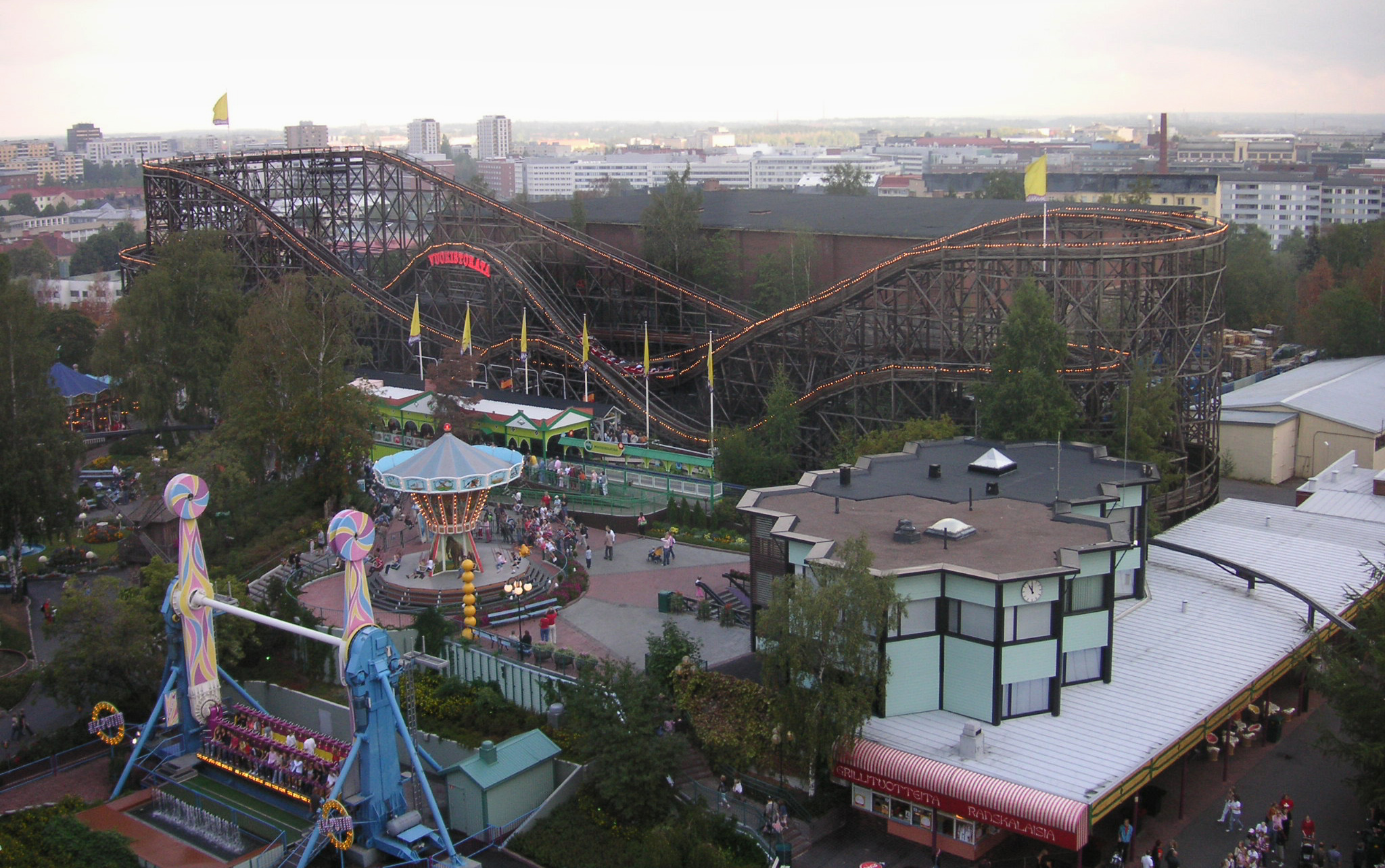